# Маркези ди Скривелано (Пјаченца)
Маркези ди Скривелано је насеље у Италији у округу Пјаченца, региону Емилија-Ромања.
Према процени из 2011. у насељу је живело 32 становника. Насеље се налази на надморској висини од 176 м.